# MLW National Openweight Championship
Le MLW National Openweight Championship (que l'on peut traduire par championnat national toutes catégories de la MLW) est un championnat de catch créé et utilisé par la Major League Wrestling (MLW). Le premier champion est Alexander Hammerstone  qui a vaincu Brian Pillman, Jr. en finale d'un tournoi le 1er juin 2019. Depuis sa création, la ceinture de champion a été détenu par huit catcheurs et a été rendu vacante une fois. Le champion actuel est Matthew Justice.

## Histoire
Le 18 avril 2019, la Major League Wrestling (MLW) annonce la création d'un championnat national toutes catégories. La MLW veut que le premier champion soit le vainqueur d'un tournoi opposant quatre catcheurs. Les participants sont :
- Alexander Hammerstone[2]
- Brian Pillman, Jr.[2]
- Gringo Loco[2]
- Rich Swann[2]

|  | Demi-finales              | Demi-finales              | Demi-finales              | Demi-finales              |                       |                       | Finale                     | Finale                     | Finale                     | Finale                     |
|  |                           |                           |                           |                           |                       |                       |                            |                            |                            |                            |
|  | New York, le 5 avril 2019 | New York, le 5 avril 2019 | New York, le 5 avril 2019 | New York, le 5 avril 2019 |                       |                       | Waukesha, le 1er juin 2019 | Waukesha, le 1er juin 2019 | Waukesha, le 1er juin 2019 | Waukesha, le 1er juin 2019 |
|  | Alexander Hammerstone     | Alexander Hammerstone     | Tombé                     | Tombé                     |                       |                       | Waukesha, le 1er juin 2019 | Waukesha, le 1er juin 2019 | Waukesha, le 1er juin 2019 | Waukesha, le 1er juin 2019 |
|  | Alexander Hammerstone     | Alexander Hammerstone     | Tombé                     | Tombé                     |                       |                       | Waukesha, le 1er juin 2019 | Waukesha, le 1er juin 2019 | Waukesha, le 1er juin 2019 | Waukesha, le 1er juin 2019 |
|  | Gringo Loco               | Gringo Loco               | 4:55                      | 4:55                      |                       |                       | Waukesha, le 1er juin 2019 | Waukesha, le 1er juin 2019 | Waukesha, le 1er juin 2019 | Waukesha, le 1er juin 2019 |
|  | Gringo Loco               | Gringo Loco               | 4:55                      | 4:55                      | Alexander Hammerstone | Alexander Hammerstone | Tombé                      | Tombé                      |                            |                            |
|  | New York, le 5 avril 2019 |                           |                           |                           | Alexander Hammerstone | Alexander Hammerstone | Tombé                      | Tombé                      |                            |                            |
|  |                           |                           | Brian Pillman, Jr.        | Brian Pillman, Jr.        | 8:15                  | 8:15                  |                            |                            |                            |                            |
|  | Brian Pillman, Jr.        | Brian Pillman, Jr.        | Brian Pillman, Jr.        | Brian Pillman, Jr.        | 8:15                  | 8:15                  | Tombé                      | Tombé                      |                            |                            |
|  | Brian Pillman, Jr.        | Brian Pillman, Jr.        |                           |                           |                       |                       |                            | Tombé                      |                            |                            |
|  | Rich Swann                | Rich Swann                | 6:55                      | 6:55                      |                       |                       |                            |                            |                            |                            |
|  | Rich Swann                | Rich Swann                | 6:55                      | 6:55                      |                       |                       |                            |                            |                            |                            |

Le 14 octobre 2021, Hammerstone rend son titre de champion national toutes catégories vacant après avoir remporté le championnat du monde poids lourd de la MLW une semaine plus tôt. Une semaine plus tard, la MLW annonce qu'un match de l'échelle opposant cinq catcheurs va avoir lieu le 6 novembre à War Chamber pour désigner le nouveau champions. Les participants annoncés ce jour-là sont :
- Alex Shelley[7]
- Myron Reed[7]
- Zenshi[7]
- Alex Kane[7]

Le 5e participant n'est pas annoncé et s'avère être ACH. Le 6 novembre, Alex Kane décroche la ceinture pour devenir le nouveau champion.
| # | Champion              | Règne | Date             | Durée                     | Évènement                   | Lieu                      | Notes | Réf    |
| - | --------------------- | ----- | ---------------- | ------------------------- | --------------------------- | ------------------------- | --- | ------ |
| 1 | Alexander Hammerstone | 1     | 1er juin 2019    | 2 ans, 4 mois et 13 jours | MLW Fusion                  | Waukesha (Wisconsin)      | Il bat Brian Pillman, Jr. en finale d'un tournoi.                                                                        | [ 9 ]  |
| - | Vacant                | 1     | 14 octobre 2021  | 23 jours                  | NC                          | NC                        | Hammerstone rend son titre après avoir remporté le championnat du monde poids lourd de la MLW une semaine plus tôt.      | [ 6 ]  |
| 2 | Alex Kane             | 1     | 6 novembre 2021  | 7 mois et 17 jours        | Philadelphie (Pennsylvanie) | War Chamber               | Il remporte un match de l'échelle l'opposant à Alex Shelley, Myron Reed, Zenshi et ACH pour devenir le nouveau champion. | [ 8 ]  |
| 3 | Davey Richards        | 1     | 23 juin 2022     | 6 mois et 15 jours        | New York (État de New York) | Battle Riot IV            | Diffusé le 17 novembre 2022                                                                                              | [ 10 ] |
| 4 | Johnny Hennigan       | 1     | 7 janvier 2023   | 2 mois et 30 jours        | Philadelphie (Pennsylvanie) | MLW Blood & Thunder       | | [ 11 ] |
| 5 | Jacob Fatu            | 1     | 6 avril 2023     | 4 mois et 28 jours        | Queens (New York)           | MLW War Chamber           | | [ 12 ] |
| 6 | Rickey Shane Page     | 1     | 3 septembre 2023 | 8 mois et 8 jours         | Philadelphie (Pennsylvanie) | MLW Fury Road 2023        | |        |
| 7 | Bad Dude Tito         | 1     | 11 mai 2024      | 5 mois et 29 jours        | Cicero (Illinois)           | MLW Azteca Lucha 2024     | |        |
| 8 | Matthew Justice       | 1     | 9 novembre 2024  | 5 mois et 23 jours        | Cicero (Illinois)           | MLW Lucha Apocalypto 2024 | |        |
| 9 | Ultimo Guerrero       | 1     | 2 mai 2025       | 3 jours                   | Mexico City (Mexique)       | CMLL Vs MLW               | |        |

## Règnes combinés
| Signe | Notes                       |
| ----- | --------------------------- |
|       | Travaille toujours à la MLW |

| Rang | Champion              | Nombres de Règnes | Jours combinés |
| ---- | --------------------- | ----------------- | -------------- |
| 1.   | Alexander Hammerstone | 1                 | 865 jours      |
| 2.   | Rickey Shane Page     | 1                 | 251 jours      |
| 3.   | Alex Kane             | 1                 | 229 jours      |
| 4.   | Davey Richards        | 1                 | 198 jours      |
| 5.   | Bad Tuto Tito         | 1                 | 182 jours      |
| 6.   | Matthew Justice       | 1                 | 174 jours      |
| 7.   | Jacob Fatu            | 1                 | 150 jours      |
| 8.   | Johnny Hennigan       | 1                 | 90 jours       |
| 9.   | Ultimo Guerrero       | 1                 | 3 jours+       |